# Tĩnh mạch tim giữa
Tĩnh mạch tim giữa (tiếng Anh: great cardiac vein) có nguyên ủy ở đỉnh tim. Tĩnh mạch chạy ra phía sau, dọc theo rãnh gian thất dưới để dẫn lưu máu về xoang vành.

## Cấu trúc

### Nguyên ủy
Tĩnh mạch tim giữa có nguyên ủy ở đỉnh tim (ở đây, nó tiếp giáp với tĩnh mạch tim lớn, cùng với xoang vành hình thành nên vòng tĩnh mạch hoàn chỉnh).

### Biến thể
Tĩnh mạch tim giữa có vị trí cố định trên tâm thất.

## Ý nghĩa lâm sàng
Tĩnh mạch tim giữa rất hữu ích cho đường tiếp cận đến mặt dưới của tâm thất qua thượng tâm mạc.